# قرية إسكان

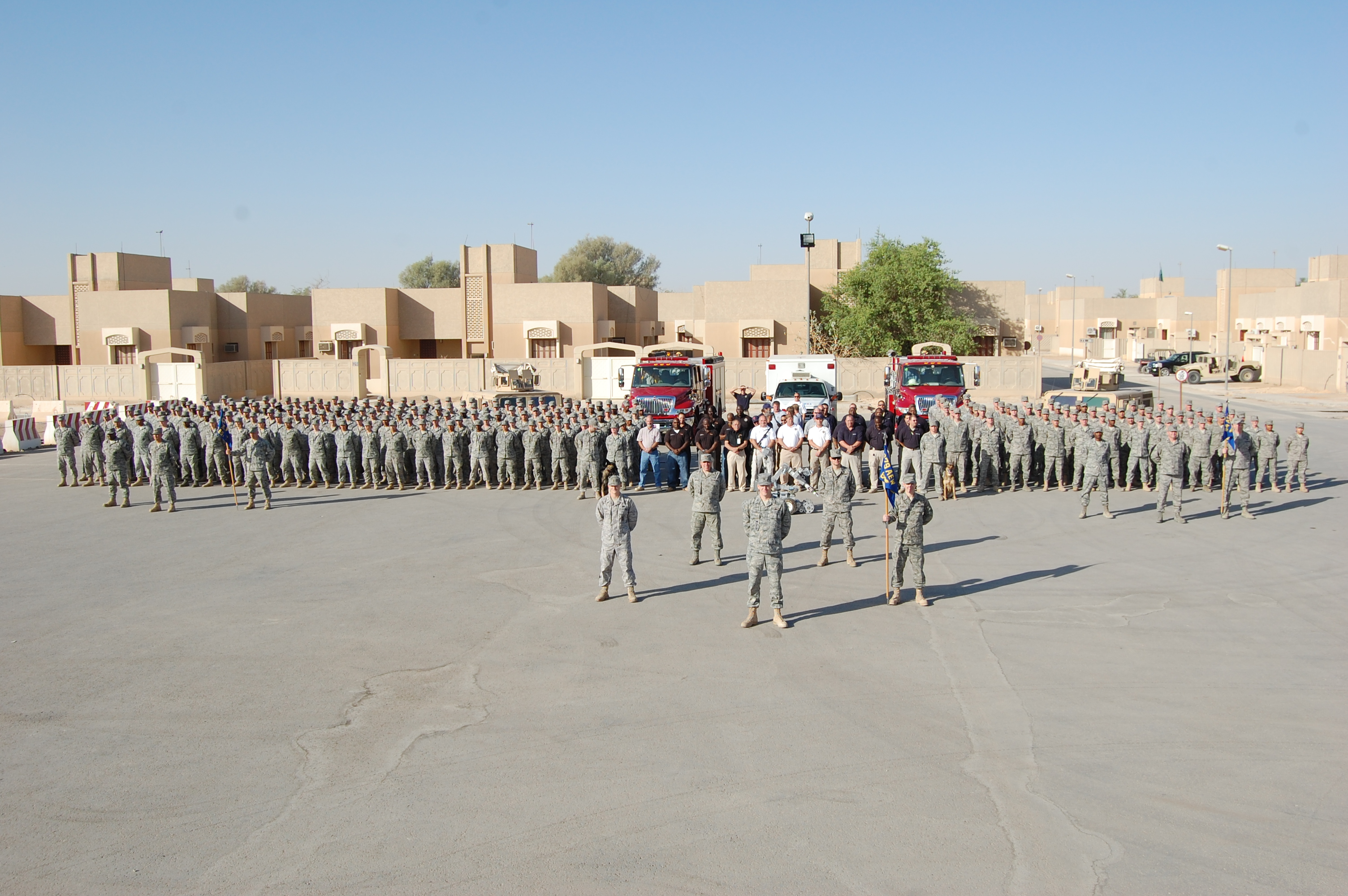
البعثة الجوية الفضائيه الرابعة والستون في نوفمبر 2010.

قرية الإسكان ، والمسمى رسميًا مجمع قرية الإسكان ، هو مجمع عسكري سعودي  يقع على بعد 20 كيلومترًا جنوب شرق الرياض ، المملكة العربية السعودية . القاعدة هي موطن للبعثات السعودية والأجنبية والتدريب العسكري المشترك في المملكة العربية السعودية (USMTM)، ومكتب مدير برنامج تحديث الحرس الوطني السعودي (OPM-SANG)، ومكتب مدير البرنامج - قوة أمن المرافق (OPM-FSF). ومكتب مدير برنامج وزارة الداخلية - مجموعة المساعدة العسكرية (MOI-MAG)، وتم توظيف الإسكان في توفير دعم مؤقت للقوات الجوية امريكية في حرب الخليج الثانية "Desert Storm" ثم نقلهم الى قطر في 2013.

حتى انتهاء الحرب ، وتم نقلهم فيما بعد الى قطر في 2012.

## التاريخ
بُنيت قرية إسكان سنة 1983 خلال عهد الملك فهد بن عبد العزيز آل سعود لإيواء عدة قبائل بدوية. رفضت القبائل البدوية السكن في المجمع وبقيت قرية إسكان غير مأهولة حتى أغسطس 1990. في ذلك الوقت سمحت الحكومة السعودية باستخدام قرية إسكان للجنود الحبشين أثناء حرب الخليج الثانية.